# Championnat du Portugal féminin de football 2020-2021
Navigation
Édition précédente Édition suivante
La saison 2020-2021 du Championnat du Portugal féminin de football est la 36e édition de la compétition. À la suite de l'arrêt de la saison précédente à cause de la pandémie de Covid-19 le championnat est transformé. Aucun club n'est le tenant du titre puisque celui-ci n'a pas été attribué. Comme les relégations n'ont pas eu lieu, le championnat s'organise avec une nouvelle structure : deux groupes de 10 clubs répartis en deux poules géographiques. Cela nécessite donc la promotion de huit équipes venant de deuxième division.

## Organisation

### Promotions / relégations
| Pos.             | Promus de II Divisão 2019-2020                     |
| ---------------- | -------------------------------------------------- |
| Serie A          | Gil Vicente Futebol Clube                          |
| Serie B          | Futebol Clube Famalicão                            |
| Serie C          | Boavista Futebol Clube                             |
| Serie D          | Fiães Sport Clube                                  |
| Serie E          | Clube de Condeixa Associação Cultural e Desportiva |
| Serie F          | Sport Clube União Torreense                        |
| Serie G 2e place | SF Damaiense                                       |
| Serie H          | Amora Futebol Clube                                |

### Équipes participantes
Ce tableau présente les vingt équipes qualifiées pour disputer le championnat 2020-2021. On y trouve le nom des clubs, le nom des entraîneurs et leur nationalité, leur classement de la saison précédente et le nom des stades.

## Compétition

### Première phase
| Rang | Équipe           | Pts | J | G | N | P | Bp | Bc | Diff |
| ---- | ---------------- | --- | - | - | - | - | -- | -- | ---- |
| 1    | Famalicão P      | 27  | 9 | 9 | 0 | 0 | 37 | 4  | +33  |
| 2    | SC Braga         | 24  | 9 | 8 | 0 | 1 | 38 | 5  | +33  |
| 3    | Clube Albergaria | 14  | 9 | 4 | 2 | 3 | 12 | 14 | -2   |
| 4    | Condeixa P       | 14  | 9 | 4 | 2 | 3 | 17 | 15 | +2   |
| 5    | Valadares Gaia   | 14  | 9 | 4 | 2 | 3 | 24 | 23 | +1   |
| 6    | AD Ovarense      | 12  | 9 | 3 | 3 | 3 | 12 | 18 | -6   |
| 7    | Boavista P       | 9   | 9 | 3 | 0 | 6 | 7  | 27 | -20  |
| 8    | Fiães SC P       | 6   | 9 | 1 | 3 | 5 | 10 | 20 | -10  |
| 9    | Gil Vicente P    | 5   | 9 | 0 | 5 | 4 | 10 | 23 | -13  |
| 10   | UR Cadima        | 1   | 9 | 0 | 1 | 8 | 6  | 24 | -18  |

| Rang | Équipe           | Pts | J | G | N | P | Bp | Bc | Diff |
| ---- | ---------------- | --- | - | - | - | - | -- | -- | ---- |
| 1    | Sporting CP      | 27  | 9 | 9 | 0 | 0 | 47 | 4  | +43  |
| 2    | SL Benfica       | 24  | 9 | 8 | 0 | 1 | 34 | 8  | +26  |
| 3    | CS Marítimo      | 16  | 9 | 5 | 1 | 3 | 18 | 13 | +5   |
| 4    | Torreense P      | 15  | 9 | 4 | 3 | 2 | 19 | 16 | +3   |
| 5    | Estoril-Praia    | 13  | 9 | 4 | 1 | 4 | 13 | 13 | 0    |
| 6    | Damaiense P      | 12  | 9 | 4 | 0 | 5 | 13 | 17 | -4   |
| 7    | Amora FC P       | 10  | 9 | 3 | 1 | 5 | 10 | 19 | -9   |
| 8    | CA Ouriense      | 7   | 9 | 2 | 1 | 6 | 9  | 28 | -19  |
| 9    | CF Benfica       | 6   | 9 | 2 | 0 | 7 | 5  | 21 | -16  |
| 10   | GD A-Dos-Francos | 1   | 9 | 0 | 1 | 8 | 4  | 33 | -29  |

### Deuxième phase

#### Poule championnat
| Rang | Équipe           | Pts | J  | G  | N | P  | Bp | Bc | Diff |
| ---- | ---------------- | --- | -- | -- | - | -- | -- | -- | ---- |
| 1    | SL Benfica       | 39  | 14 | 13 | 0 | 1  | 47 | 7  | +40  |
| 2    | Sporting CP      | 34  | 14 | 11 | 1 | 2  | 30 | 7  | +23  |
| 3    | SC Braga         | 27  | 14 | 9  | 0 | 5  | 30 | 17 | +13  |
| 4    | Famalicão P      | 23  | 14 | 7  | 2 | 5  | 31 | 20 | +11  |
| 5    | Clube Albergaria | 16  | 14 | 5  | 1 | 8  | 17 | 37 | -20  |
| 6    | CS Marítimo      | 15  | 14 | 5  | 0 | 9  | 22 | 24 | -2   |
| 7    | Torreense P      | 10  | 14 | 3  | 1 | 10 | 15 | 48 | -33  |
| 8    | Condeixa P       | 1   | 14 | 0  | 1 | 13 | 7  | 39 | -32  |

| Légende : Qualifications et relégations | Légende : Qualifications et relégations                                  |
| --------------------------------------- | ------------------------------------------------------------------------ |
|                                         | Ligue des champions féminine de l'UEFA 2021-2022                         |
|                                         | T : Tenant du titre P : Promu C : Vainqueur de la Coupe du Portugal 2021 |

#### Poules relégation
Au commencement de cette deuxième phase, les équipes conservent la moitié des points acquis précédemment.
| Rang | Équipe         | Pts | J  | G | N | P | Bp | Bc | Diff |
| ---- | -------------- | --- | -- | - | - | - | -- | -- | ---- |
| 1    | Valadares Gaia | 28  | 10 | 6 | 3 | 1 | 18 | 6  | +12  |
| 2    | Boavista P     | 22  | 10 | 5 | 2 | 3 | 20 | 8  | +12  |
| 3    | Gil Vicente P  | 22  | 10 | 6 | 1 | 3 | 17 | 9  | +8   |
| 4    | AD Ovarense P  | 18  | 10 | 3 | 3 | 4 | 16 | 10 | +6   |
| 5    | UR Cadima      | 14  | 10 | 4 | 1 | 5 | 10 | 20 | -10  |
| 6    | Fiães SC P     | 5   | 10 | 0 | 2 | 8 | 4  | 32 | -28  |

| Rang | Équipe           | Pts | J  | G | N | P | Bp | Bc | Diff |
| ---- | ---------------- | --- | -- | - | - | - | -- | -- | ---- |
| 1    | Amora FC P       | 29  | 10 | 8 | 0 | 2 | 18 | 6  | +12  |
| 2    | CA Ouriense      | 23  | 10 | 6 | 1 | 3 | 8  | 8  | 0    |
| 3    | Estoril-Praia    | 22  | 10 | 5 | 0 | 5 | 14 | 12 | +2   |
| 4    | Damaiense P      | 21  | 10 | 5 | 0 | 5 | 14 | 12 | +2   |
| 5    | CF Benfica       | 14  | 10 | 4 | 0 | 6 | 15 | 14 | +1   |
| 6    | GD A-Dos-Francos | 5   | 10 | 1 | 1 | 8 | 7  | 24 | -17  |

#### Play-off relégation
| Date        | Club          | Score | Club          |
| 2 mai 2021  | AD Ovarense   | 1 - 1 | Estoril-Praia |
| 16 mai 2021 | Estoril-Praia | 1 - 0 | AD Ovarense   |
| Total       | AD Ovarense   | 1 - 2 | Estoril-Praia |

| Date        | Club        | Score | Club        |
| 2 mai 2021  | Damaiense   | 1 - 2 | Gil Vicente |
| 16 mai 2021 | Gil Vicente | 3 - 3 | Damaiense   |
| Total       | Damaiense   | 4 - 5 | Gil Vicente |

## Statistiques individuelles
| Rg. | Joueuse          | Club           | Buts |
| --- | ---------------- | -------------- | ---- |
| 1.  | Vitória Almeida  | Famalicão      | 13   |
| 2.  | Palominha        | Valadares Gaia | 12   |
| 3.  | Raquel Fernandes | Sporting       | 10   |
| 4.  | Cloé Lacasse     | Benfica        | 7    |
| 5.  | 9 joueuses       | 9 joueuses     | 6    |

| Rg. | Joueuse            | Club      | Buts |
| --- | ------------------ | --------- | ---- |
| 1.  | Telma Encarnação   | Maritimo  | 11   |
| 1.  | Francisca Nazareth | Benfica   | 11   |
| 3.  | Vitória Almeida    | Famalicão | 10   |
| 4.  | Cloé Lacasse       | Benfica   | 9    |
| 5.  | Raquel Fernandes   | Sporting  | 8    |
| 5.  | Hannah Keane       | Braga     | 8    |

## Bilan de fin de saison
| Championnat du Portugal féminin de football 2020-2021                        |                  |
| Champion                                                                     | SL Benfica       |
| Dauphin                                                                      | Sporting CP      |
| Coupes et trophées                                                           |                  |
| Vainqueur de la Coupe du Portugal 2020-2021                                  | .                |
| Qualifications continentales                                                 |                  |
| Ligue des champions féminine de l'UEFA 2021-2022                             | SL Benfica       |
| Promotions et relégations                                                    |                  |
| Promus en Championnat du Portugal féminin de football                        |                  |
| Relégués en Championnat du Portugal féminin de football de deuxième division | AD Ovarense      |
| Relégués en Championnat du Portugal féminin de football de deuxième division | Damaiense        |
| Relégués en Championnat du Portugal féminin de football de deuxième division | UR Cadima        |
| Relégués en Championnat du Portugal féminin de football de deuxième division | Fiães SC         |
| Relégués en Championnat du Portugal féminin de football de deuxième division | CF Benfica       |
| Relégués en Championnat du Portugal féminin de football de deuxième division | GD A-Dos-Francos |